# Аджинджал, Нора Ирадионовна
Нора Ирадионовна Аджинджал (10 октября 1950, с. Кутол, Очамчирский район) — советский и абхазский дирижёр, музыкальный педагог, художественный руководитель и дирижёр Государственной хоровой капеллы Республики Абхазия. Народная артистка Республики Абхазия.

## Биография
Закончила хоро-дирижерский факультет Сухумского музыкального училища 
Семья моя была очень музыкальной. Мой отец был хоть и не профессионалом, но очень талантливым музыкантом. Он на слух, не зная нот, подобрал «Лунную сонату» Бетховена на фортепиано. Я всегда гордилась своим отцом, он был искусным оратором, его многие знали в Абхазии, он был знаком со многими творческими людьми всего Советского Союза. В нашем доме всегда звучала музыка, собирались родные и начинались импровизированные концерты. 
В 1971 году по направлению была принята в Государственную хоровую капеллу Абхазии артисткой хора и по совместительству репетитором.
Долгое время работала ассистентом дирижера у таких дирижеров как: заслуженный деятель искусств Абхазии и России В. А. Судаков, Г. А. Дмитряк и народный артист Республики Абхазия Н. В. Чанба.
Считает своим  учителем дирижера В. А. Судакова.
Не окончила  консерваторию по семейным обстоятельствам: после смерти отца,  матери пришлось ставить на ноги семерых детей.
С 1996 года является художественным руководителем и главным дирижером Государственной хоровой капеллы республики Абхазия.

## Награды
Заслуженный деятель искусств Республики Адыгея.
Награждена орденом «Ахьз-Апша» III степени.
Золотая медаль с присвоением Почетного звания «Лауреат Артиады народов России» за выдающиеся достижения в музыкальном искусстве.
Народная артистка Республики Абхазия.

## Семья
Отец — Ирод Джинджолия.